# Priest...Live!
Priest...Live! – koncertowy album zespołu Judas Priest. Został wydany 7 lipca 1987 roku nakładem wytwórni Columbia Records. Album został nagrany na trasie koncertowej Fuel For Life w 1986 roku promującej album Turbo.

## Lista utworów

### CD 1
1. "Out In The Cold"
2. "Heading Out To The Highway"
3. "Metal Gods"
4. "Breaking the Law"
5. "Love Bites"
6. "Some Heads Are Gonna Roll"
7. "The Sentinel"
8. "Private Property"

### CD 2
1. "Rock You All Around The World"
2. "Hellion/Electric Eye"
3. "Turbo Lover"
4. "Freewheel Burning"
5. "Parental Guidance"
6. "Living After Midnight"
7. "You've Got Another Thing Comin'"

### Bonus Tracks
1. "Screamnig For Vengeance"
2. "Rock Hard Ride Free"
3. "Hell Bent For Leather"

## Twórcy
- Rob Halford – wokal
- K.K. Downing – gitara
- Glenn Tipton – gitara
- Ian Hill – gitara basowa
- Dave Holland – perkusja
- Patrice Wilkinson Levinsohn – dźwiękowiec
- Charles Dye – asystent dźwiękowca